# Valva, Kampanien
Valva är en ort och kommun i provinsen Salerno i regionen Kampanien i Italien. Kommunen hade 1 620 invånare (2017).